# Maurizia Cecconi
Maurizia Cecconi (Roma, 12 aprile 1975) è una nuotatrice artistica italiana.

## Biografia
Nata a Roma nel 1975, ha iniziato a praticare il nuoto sincronizzato all'età di 8 anni.
A 18 anni ha vinto la medaglia di bronzo nella gara a squadre agli Europei di Sheffield 1993, confermando il risultato a Vienna 1995, in entrambi i casi chiudendo dietro a Russia e Francia.
A 21 anni ha partecipato ai Giochi olimpici di Atlanta 1996, nella gara a squadre con Ballan, Bianchi, Brunetti, Burlando, Carnini, Carrafelli, Celli, Farinelli e Nuzzo, arrivando al 6º posto con 94.253 punti (32.807 nel tecnico e 61.446 nel libero).
Agli Europei di Istanbul 1999 è arrivata sul podio sia nella gara a squadre, dietro a Russia e Francia, sia nel duo insieme a Giovanna Burlando, dietro alle coppie russe e francesi. Dopo 4 bronzi, a Helsinki 2000 ha invece finalmente ottenuto l'argento nella gara a squadre, dietro alla sola Russia.
Ha preso di nuovo parte alle Olimpiadi a 25 anni, a Sydney 2000, nel duo con Alessia Lucchini, chiudendo 6ª sia nelle qualificazioni (con 94.953 punti, dei quali 33.203 nel tecnico e 61.750 nel libero) sia in finale, con 95.387 punti (33.203 nel tecnico e 62.184 nel libero), e anche nella gara a squadre con Ballan, Bianchi, Brunetti, Burlando, Cassin, Dominici, Lucchini e Porchetto, arrivando ancora al 6º posto, stavolta con 95.177 punti (32.993 nel tecnico e 62.184 nel libero).
Nello stesso 2000 è stata insignita del titolo di Cavaliere Ordine al Merito della Repubblica Italiana e si è ritirata, all'età di 25 anni.
Dopo il ritiro ha inizialmente svolto il ruolo di insegnante di nuoto sincronizzato a Modena e poi di allenatrice per la nazionale di San Marino, in seguito nel 2005 è diventata artista nello spettacolo acquatico "Le Rêve" di Franco Dragone, a Las Vegas, negli Stati Uniti, ruolo ricoperto fino al 2010, quando ha lasciato per diventare allenatrice delle performer di "O", spettacolo acquatico del Cirque du Soleil, sempre a Las Vegas.

## Palmarès

### Campionati europei
- 5 medaglie:
  - 1 argento (Gara a squadre a Helsinki 2000)
  - 4 bronzi (Gara a squadre a Sheffield 1993, gara a squadre a Vienna 1995, duo a Istanbul 1999, gara a squadre a Istanbul 1999)